# Francisco Bermúdez de Sotomayor
Francisco Bermúdez de Sotomayor (Roma, 1806 - Madrid, 20 de julio de 1886) es una figura muy reconocida por sus contemporáneos por sus conocimientos de lingüística, numismática y arqueología.

## Carrera
Bermúdez de Sotomayor comenzó sus estudios becado en París aprendiendo griego, latín, árabe, chino y jeroglíficos egipcios. 
En 1841 ingresa en la Biblioteca Nacional como Ayudante en el Museo de Medallas y Antigüedades de la biblioteca junto a Castellanos de Losada. Tras la creación del Museo Arqueológico Nacional gracias a la conformación del Museo de Medallas y Antigüedades de la Biblioteca Nacional pasaría de ayudante a Jefe de la sección de Numismática del Museo Arqueológico Nacional.  
Bajo su mandato en el Museo Arqueológico se realizan importantes ingresos en la colección de numismática del museo, como la Colección de monedas de Manuel de Góngora.   
Tras una larga enfermedad se mantendrá alejado de la Dirección del Museo y será sustituido por Basilio Castellanos de Losada que se convertirá en su sucesor tras su muerte después de meses de enfermedad.

## Proyectos
A lo largo de su vida participó en numerosos proyectos como la fundación (junto a Basilio Sebastián Castellanos y otros) de la Real Academia de Arqueología y Geografía del Príncipe Alfonso (1863-1868) (anteriormente conocida como  Sociedad Arqueológica Matritense, 1837) y escribió junto a Castellanos de Losada la Galería Numismática Universal o Colección de monedas, medallas y bajo relieves antiguos y modernos.